# Telmatherina celebensis
Telmatherina celebensis é uma espécie de peixe da família Telmatherinidae.
É endémica da Indonésia.